# Karel Kopic
Karel Kopic (* 11. května 1958 Ústí nad Labem) je český výtvarník a hudebník.
Tvoří malířskou technikou airbrush. Je řazen k nejlepším airbrush ilustrátorům zemí bývalého východního bloku. V letech 1995, 2000 a 2001 získal první ceny na soutěžích International Airbrush Award (Německo) a Annual Airbrush Excellence Award (USA). Od roku 1995 je členem European Airbrush Association a publikuje v airbrush magazínech vycházejících po celém světě.
Kromě své volné tvorby, ve které se často objevují hudební motivy, motivy tučňáků nebo volských ok, nakreslil technikou airbrush i stovky komerčních ilustrací a obalů. Ručně airbrushí maluje také pozadí pro českou počítačovou adventuru Polda 6, 7, 8.
Od dětství se věnuje hudbě a dlouho se jí živil i jako profesionální bubeník. Začínal jako jazzový hráč, hrál s řadou ústeckých kapel, poté hostoval s československou jazzovou elitou, například skupinou Impuls, Kvartetem Milana Svobody a  Vlastou Průchovou. Nejdéle působil za bicí soupravou ve skupině Michala Tučného,  poté účinkoval sedm let s Novými Schovankami, později Sally Rose Bandem. Jako studiový hráč natočil necelou stovku hudebních alb.